# 地主共和商会
株式会社地主共和商会（じぬしきょうわしょうかい、英語: JINUSHI KYOWA SHOKAI CO.,LTD）は、日本の養鶏業者。三重県多気郡多気町で「平飼い有精卵」を特徴とする鶏卵の生産・販売のほか、鶏卵・鶏肉加工品の販売、直売所「コケコッコー共和国」の運営を手掛ける。

## 歴史
創業家の地主家は、勢和村（現・多気町）で稲作とクリ栽培を手掛ける農家であったが、地主仙住郎が1950年（昭和25年）に飼料・肥料の卸売・小売業を始め、1966年（昭和41年）に有限会社化した。1977年（昭和52年）に仙住郎の息子である地主隆弘が入社し、家業のクリ栽培とその選別出荷作業が好きではないという理由から、翌1978年（昭和53年）から鶏卵の取り扱い（養鶏農家からの買取・販売）を開始した。この頃、日本では養鶏業の寡占化が進み、小規模養鶏家への飼料販売では利益を出しにくくなりつつあった。そこで隆弘は消費者の健康志向の時流に沿った平飼い有精卵による高付加価値化を構想し、養鶏家に持ち掛けるも、ケージ飼いの手軽さから誰も参入しなかった。
そこで自ら1989年（平成元年）に養鶏業へ進出し、平飼いで3,000羽ほど飼養し始めた。平飼いはニワトリが自由に運動できることからアニマルウェルフェアにかなう飼養方法であり、日本では先駆的な取り組みであった。このため、先進地としてヨーロッパへ視察に出かけ、従業員らと試行錯誤を繰り返しながら、昼夜兼行で養鶏に挑戦した。1990年（平成2年）には資本金1000万円で株式会社化した。生産の努力に加え、営業活動にも力を入れた結果、生活協同組合や自然食品の店などの販路が開け、生産能力を超える注文を受けるほどに成長した。この間、1995年（平成7年）にコケコッコー共和国を設立したほか、2001年（平成13年）9月には日本の平飼い養鶏業者としては初めて環境マネジメントシステム「ISO 14001」の認証を受けた。2003年（平成15年）11月7日には、中央畜産会と全国肉用牛協会が主催する平成15年度全国優良畜産経営管理技術発表会で、他の3経営者と共に最優秀賞を受賞し、農林水産大臣賞を授与された。この時点では8つの鶏舎で約5万羽を飼育し、収入の95%は加工・販売によるもので、残りは小売（山の駅よって亭）であった。
こうした中、隆弘は病に倒れ、56歳で逝去した。病床にあっても財務諸表を手に部下へ指示を出していた夫を見ていた妻の地主佳代子は、それまで事務作業を手伝った程度であったが、事業継承を決意し、2010年（平成22年）にオーナーとして取締役会長に就任、社長職には営業部長だった仲井幹郎が就いた。
2018年（平成30年）5月26日、平飼い有精卵・有精卵かすてら・贅沢たまごジャム新姫味の3点を伊勢神宮外宮に奉納した。

## 養鶏事業

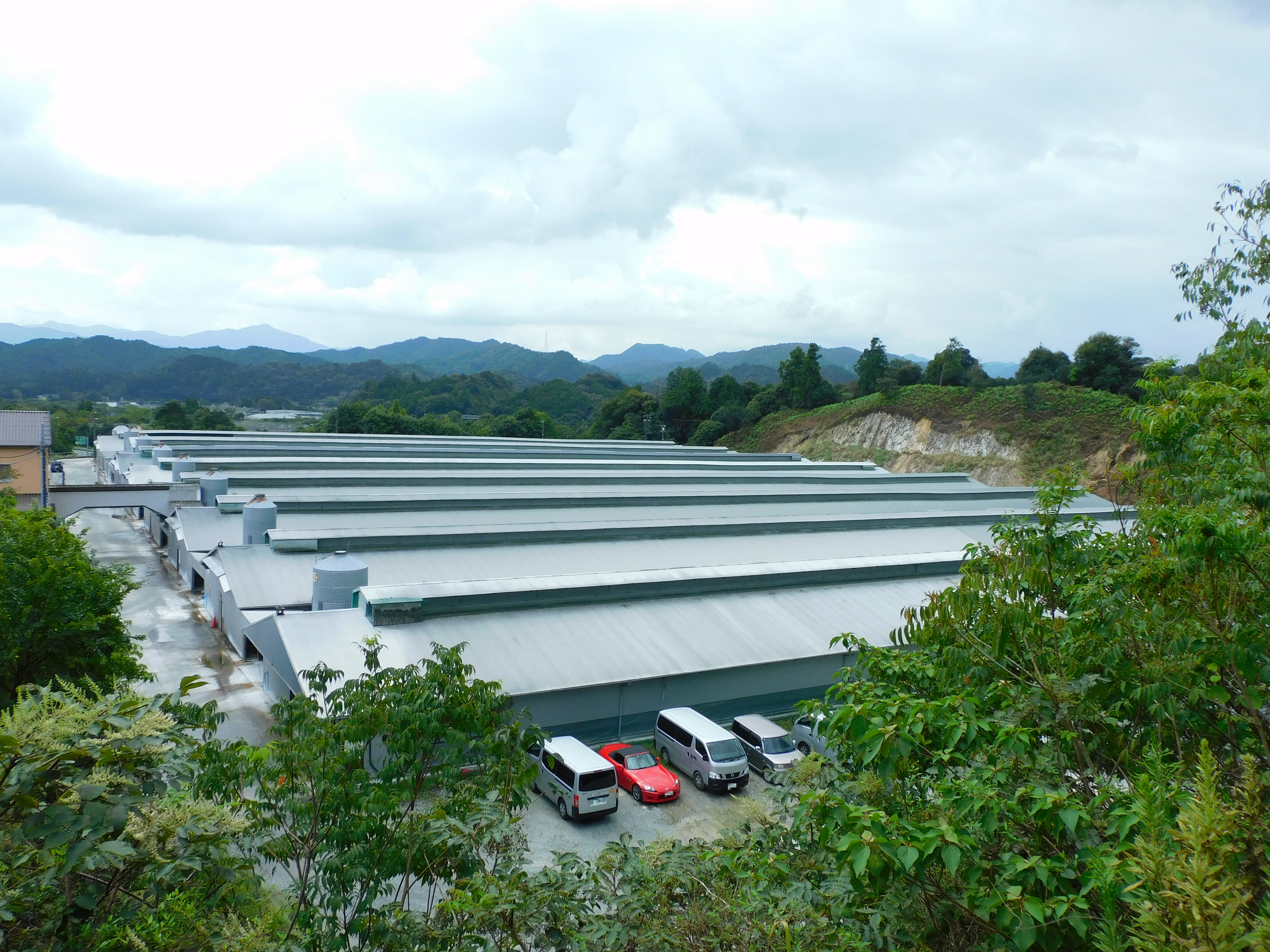
鶏舎

地主共和商会では平飼い有精卵の生産にこだわっている。「誰もやっていないこと、新しいことが好き」だったという当時の地主隆弘社長が1989年（平成元年）に開始した。2022年（令和4年）現在、12万羽を飼育する日本最大の平飼い養鶏場である。
平飼いとはケージ飼いに対するものであり、ニワトリが敷地内を自由に動き回れるようにした飼養法である。雌鶏100羽に対して雄鶏5羽以上を同一の鶏舎で飼育することで有精卵にしている。飼料販売会社として創業したことを活かして、トウモロコシベースの独自配合飼料をエサとして与えている。具体的には海藻や米ぬか、牡蠣殻、ニンニク、パプリカなどを含んでいる。ニワトリにはワクチン以外の薬品投与を行っていない。ニワトリの品種や卵黄の色味は取引先の要望に応じて微調整を図っている。
ニワトリの高く暗い場所で産卵するという習性を利用して、ベルトコンベアを薄暗くすることで、そこに卵を産ませ、自動的に卵を工場へ運搬している。ベルトコンベア以外の場所で産卵してしまった場合、その卵は出荷しない。工場では、洗卵に薬品を使用せず電気分解水（強アルカリ水・強酸性水）で洗浄したり、自動ヒビ卵検査装置でひび割れを検知したりしている。卵は「有精美容卵」のブランド名で東北地方から九州地方まで各地へ出荷される。自社で消費者へ直販もするが、主力の流通ルートは健康食品を取り扱う店への卸売・小売である。また、三重県農林水産物・食品輸出促進協議会に加盟し、台湾や香港へ卵を輸出している。
養鶏場で排出された鶏糞は、堆肥に加工して農家へ出荷する。農地に散布しやすいよう、鶏糞を粒状に加工する施設を養鶏場に造成している。当初は鶏糞の処理場を設けず、鶏舎内で乾燥ダクトによって乾燥させ、糞置き場に茶農家などがトラックで引き取りに来ていた。

## コケコッコー共和国
コケコッコー共和国は地主共和商会の直売所である。1995年（平成7年）に設立し、2001年（平成13年）に売店「山の駅よって亭」を開業した。養鶏場の隣にある「山の駅よって亭」は、卵かけご飯や鶏肉の焼肉を提供するレストランと自社製品を販売する売店から成る。卵かけご飯は卵が食べ放題になっている。焼肉で提供される鶏肉は、採卵の役目を終えた約600日間飼養したニワトリであり、歯ごたえがあるのが特徴である。鶏肉は周辺地域で親しまれている味噌だれで味付けされており、地主隆弘が調合したタレを受け継いでいる。売店の商品はカステラ、プリン、シュークリーム、卵、卵かけご飯用の醤油、鶏そぼろ、冷凍食品などである。特に平飼い鶏の卵を使ったシュークリームが評価を得ており、多気町役場が発行する「多気スイーツマップ」にも山の駅よって亭のシュークリームが掲載されている。地元住民を中心に、ここで育った鶏肉を求める来客がある。また、ツーリングの目的地となっており、三重県外からバイクで訪れる客もいる。敷地内には公園もある。
山の駅よって亭以外に、伊勢自動車道多気パーキングエリア下り線に「多気パーキング店」を、勢和多気インターチェンジそばのファミリーマート勢和多気店の敷地内に露店形式で「勢和多気店」を出店している。多気パーキング店では、カステラや落花せんべいなどの自社商品を販売し、勢和多気店では、たまごカステラなどをその場で焼いて提供している。
以上のほか、松阪ショッピングセンターマームに「たまごかけご飯のお店 松阪マーム店」を出店していたが、2021年（令和3年）1月31日に閉店した。

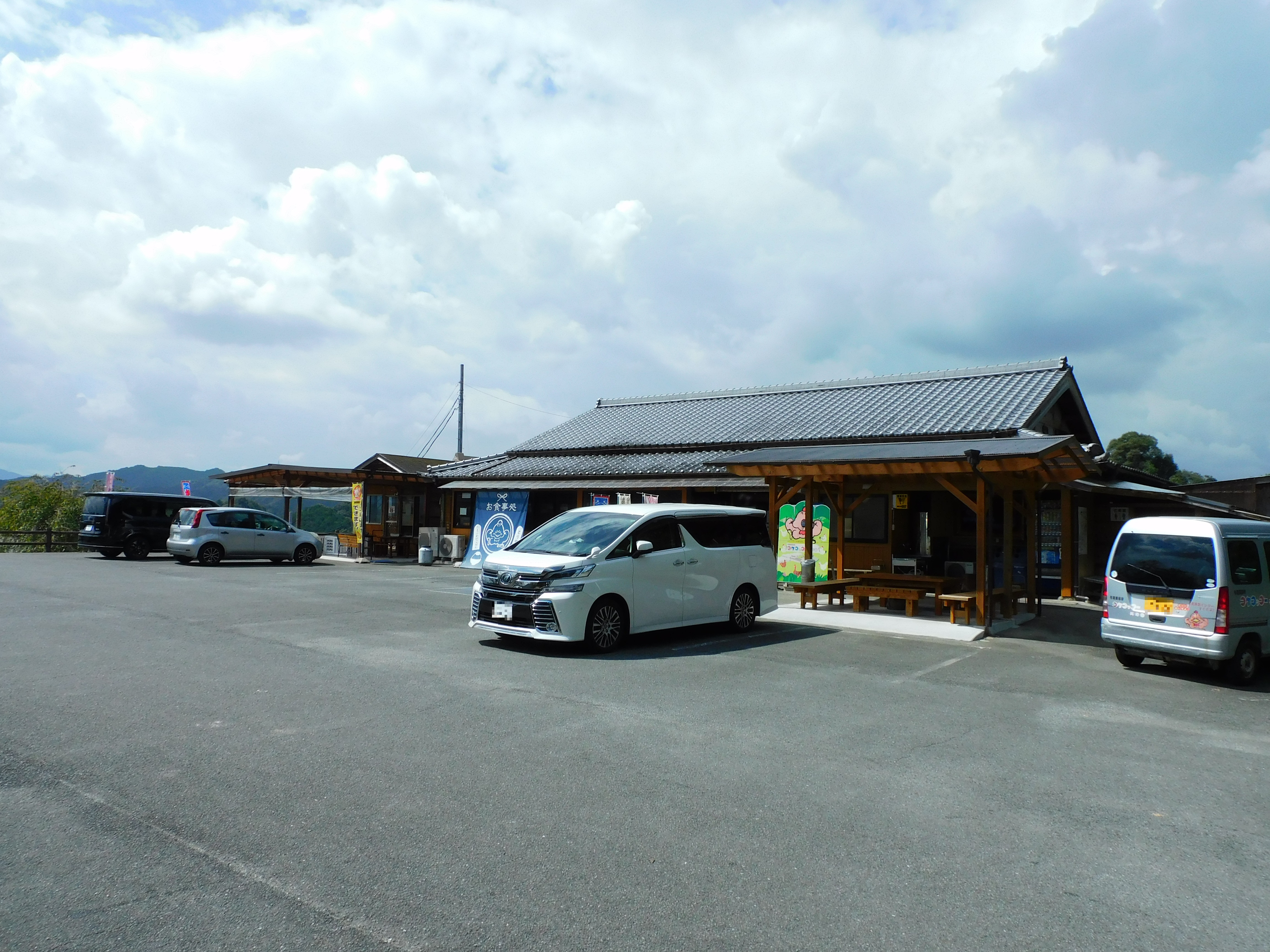
山の駅よって亭
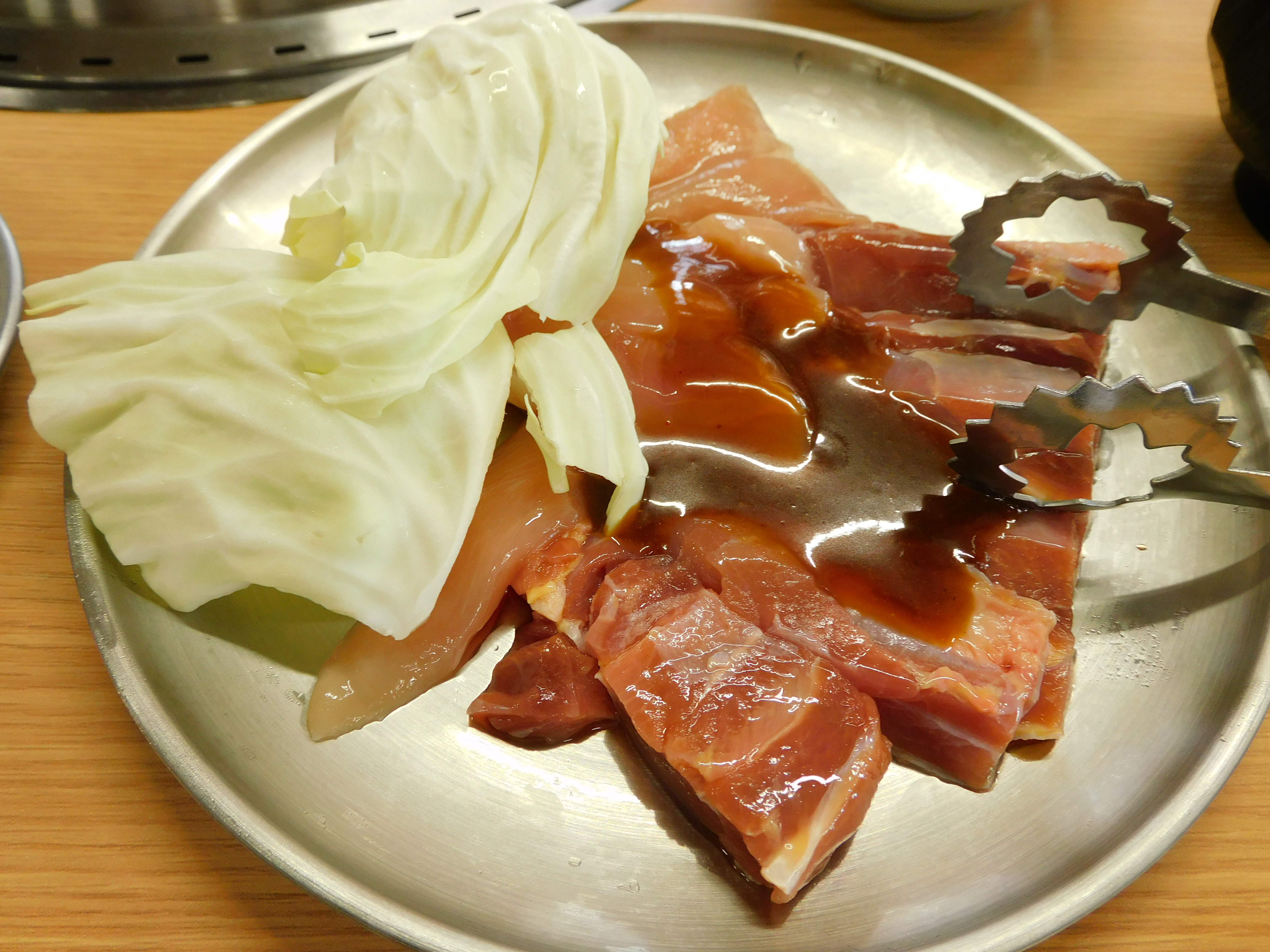
とり焼肉（柔らかめ）
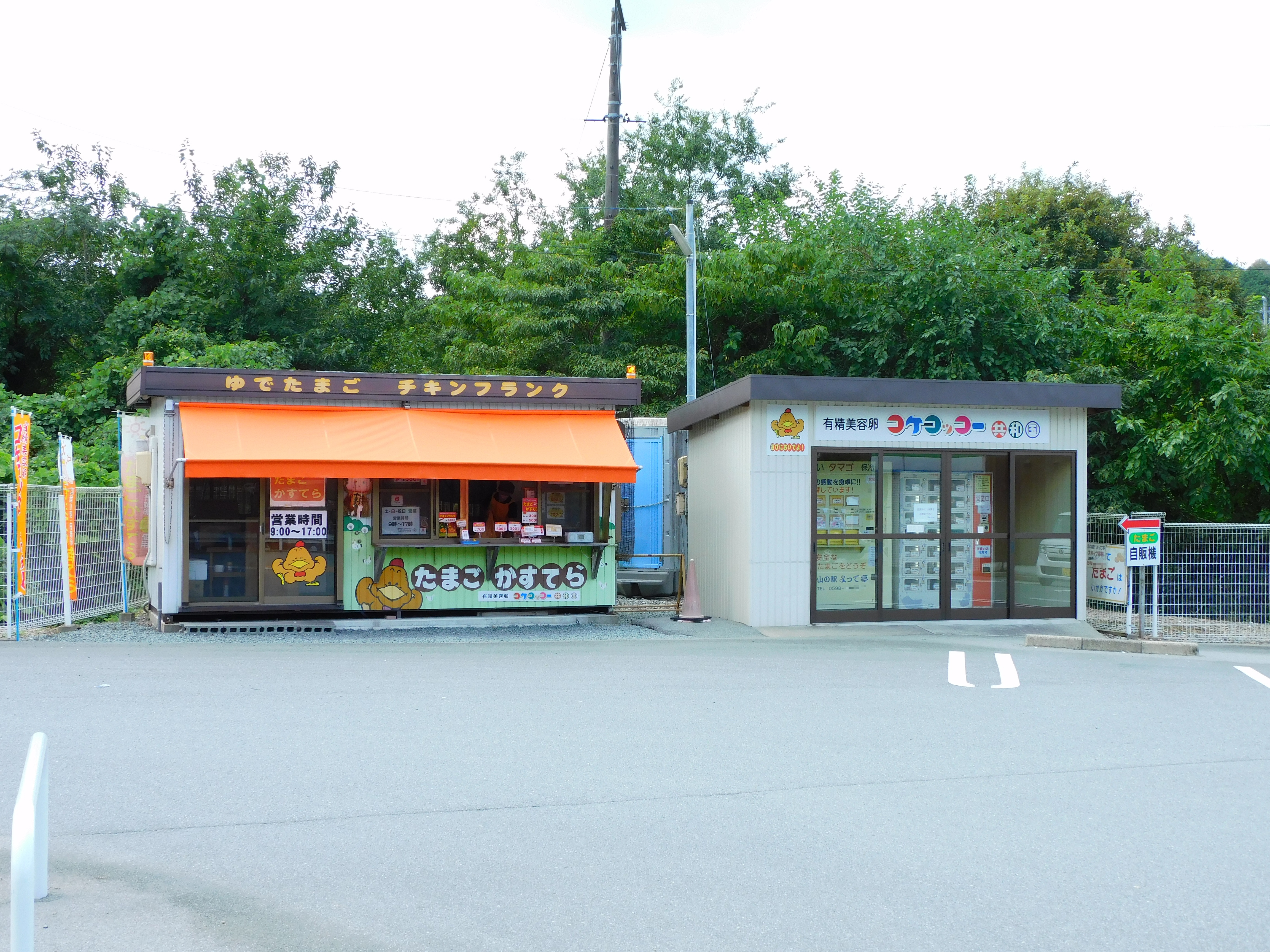
勢和多気店